# 11 نقطة في النقب
|  | — | مُستعمرات مازالت موجودة.                        |
|  | — | مُستعمرات تم إزالتُها عِند إنسحاب إسرائيل من غزة. |

إحدى عشرة نقطة في النقب ( (بالعبرية: 11 הנקודות‏)   أوאחת-עשרה הנקודות Akhat-Esre HaNekudot) يُشير إلى خطة الوكالة اليهودية لإنشاء إحدى عشرة مستوطنة في النقب في عام 1946، وذلك قبل قرار تقسيم فلسطين وإنشاء دولة إسرائيل. كان الهدف من الخطة ضمان ضَم النقب ذات الأغلبية العربية إلى دولة إسرائيل في التقسيم، إضافة إلى إيجاد موطئ قدم للقوات الصهيونية في المنطقة قبل بدء الحرب.

## التاريخ

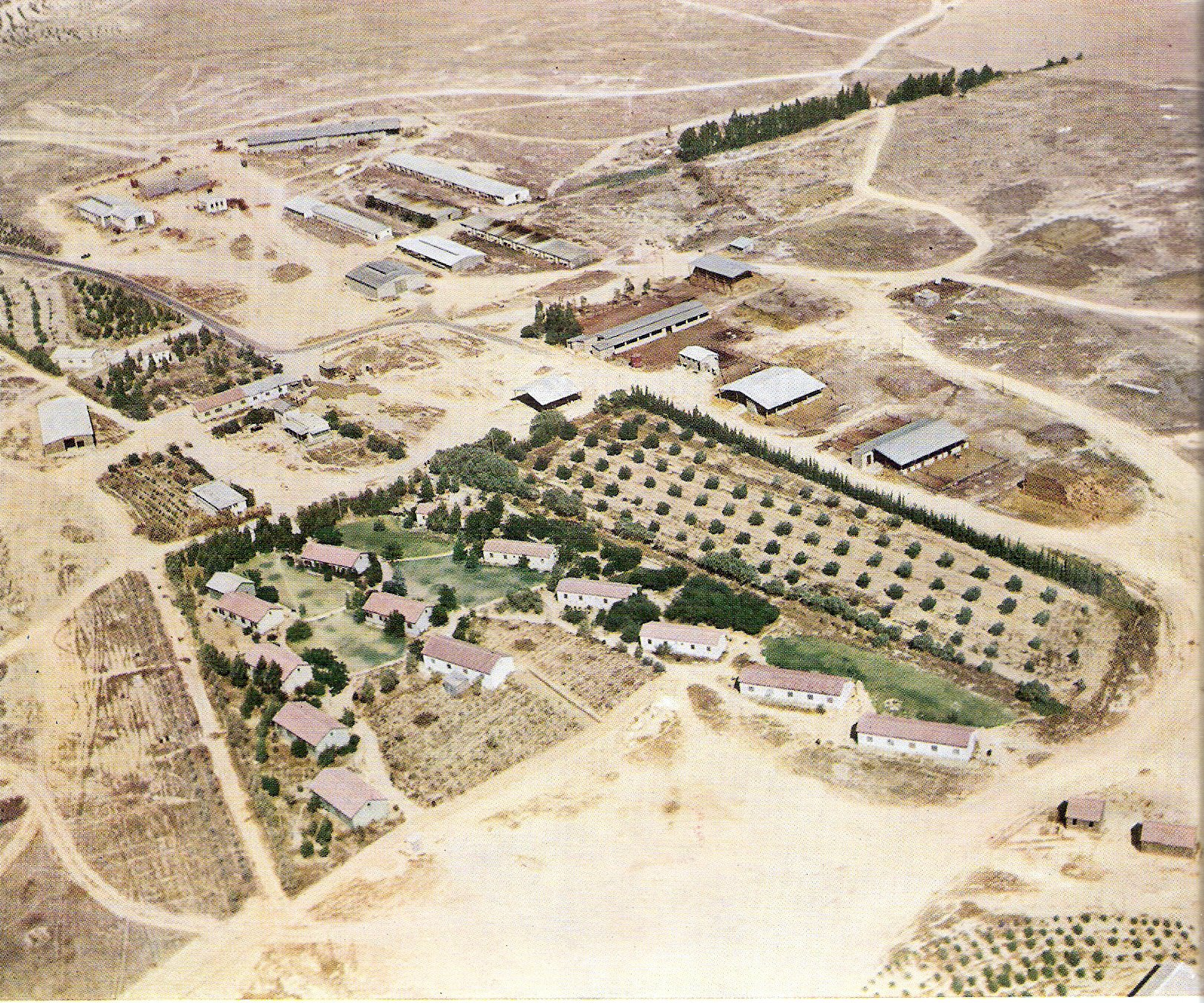
صورة جوية لمُستعمرة حتريم عام ١٩٥٨

وُضعت خطة لإنشاء إحدى عشرة «نقطة» من الاستيطان اليهودي في النقب من أجل ضمان وجود يهودي في المنطقة قبل قرار تقسيم فلسطين. جاء ذلك بعد نشر اقتراح موريسون-جرادي بشأن التقسيم ، و الذي كان من المفترض أن يكون النقب جزءًا من الدولة العربية. أطلق الصندوق القومي اليهودي و الوكالة اليهودية والهاغاناه و شركة ميكوروت للمياه معًا حملة لاستيطان النقب ليكون النقب جزءًا من دولة يهودية.
في ليلة 5-6 أكتوبر، بعد صيام يوم الغفران، أقام المستوطنون، بمن فيهم أعضاء كيبوتس روحاما وغفولوت، معسكرًا في أحد عشر موقعًا محددًا مُسبقًا في النقب. كانت المستوطنات الإحدى عشرة (بالترتيب الأبجدي):
- بئيري
- غال أون
- حتريم
- كيدما
- كفار داروم
- مشمار هنيغف
- نيفاتيم[الإنجليزية]
- نيريم
- شوفال
- تكوما
- أوريم

## حاليًا
يقع اليوم متحف يحتفل بالنقاط الإحدى عشرة في رفيفيم. في عام 1996، أصدر بريد إسرائيل طابعًا احتفالًا بالذكرى الخمسين لاستيطانهم.

## روابط خارجية
- الانجراف العظيم في جيروزاليم بوست ، 25 كانون الثاني (يناير) 2007